# لي كورمي
لي كورمي (بالإنجليزية: Lee Cormie)‏ هو ممثل أسترالي، ولد في 8 فبراير 1992 في أستراليا.

## وصلات خارجية
- لي كورمي على موقع IMDb (الإنجليزية)
- لي كورمي على موقع قاعدة بيانات الفيلم (الإنجليزية)